# Józef Poklewski
Józef Poklewski-Koziełł (ur. 21 kwietnia 1937 w Kowalewie na Wileńszczyźnie, zm. 21 maja 2019) – polski historyk, specjalizujący się w historii kultury.
Po zakończeniu II wojny światowej opuścił Wileńszczyznę, w 1956 ukończył Liceum Ogólnokształcące im. W. Kętrzyńskiego w Giżycku, a studia w zakresie historii sztuki w 1963 w Instytucie Historii Sztuki UAM w Poznaniu.
W tym samym roku został zatrudniony jako asystent na Wydziale Sztuk Pięknych Uniwersytetu Mikołaja Kopernika w Toruniu. Tam, w 1973, obronił pracę doktorską, dotyczącą barokowego założenia odpustowego w Świętej Lipce.
24 kwietnia 1995 na podstawie pracy Polskie życie artystyczne w międzywojennym Wilnie uzyskał stopień doktora habilitowanego nauk historycznych.
Uhonorowano go publikacją: Album amicorum. Między Wilnem a Toruniem. Księga pamiątkowa dedykowana profesorowi Józefowi Poklewskiemu, kom. red. Elżbieta Basiul [i in.], Toruń, Wydaw. Naukowe Uniwersytetu Mikołaja Kopernika, 2008, ISBN 978-83-231-2205-0.

## Publikacje
- Artyści w dawnym Toruniu (red. 1985, ISBN 83-01-06916-3)
- Święta Lipka (1986, ISBN 83-01-06937-6)